# Parastrangalis congesta
Parastrangalis congesta är en skalbaggsart som beskrevs av Holzschuh 1995. Parastrangalis congesta ingår i släktet Parastrangalis och familjen långhorningar. Inga underarter finns listade i Catalogue of Life.